# Centrolene peristicta
Centrolene peristicta es una especie de anfibio anuro de la familia de las ranas de cristal (Centrolenidae).

## Descripción
Es una rana pequeña que mide entre 18 a 21 mm de longitud. Su tegumento es muy liso con tubérculos en el dorso poco visibles. Tímpano muy visible, con orientación lateral y ligera inclinación dorsal. La coloración dorsal es verde pálido con puntos oscuros y ribetes blancos o amarillos. Hacia los laterales la coloración es verde amarillenta y el vientre es verde. El iris es de color bronce grisáceo con un anillo alrededor de la pupila. Los machos poseen una escasa proyección antehumeral paralela al hueso humeral que no es distinguible de manera externa.

## Distribución geográfica y hábitat
C. peristicta habita en elevaciones de 1780 a 1820 m s. n. m. Se la halla en la vertiente del Pacífico de los Andes en el Ecuador, en la provincia de Pichincha donde se ha registrado en tres localidad. En Colombia se halla sobre la cordillera Occidental, en el Cauca y el Valle del Cauca, y se extiende hasta el límite norte de esta vertiente de la cordillera. Habita bosques de niebla inalterados y no hay registros en bosques secundarios.